# Sjöbo (Ljusdal)
Sjöbo is een plaats in de gemeente Ljusdal in het landschap Hälsingland en de provincie Gävleborgs län in Zweden. De plaats heeft 75 inwoners (2005) en een oppervlakte van 17 hectare. De plaats ligt iets ten noorden van Ljusdal. De directe omgeving van de plaats bestaat uit zowel bos als landbouwgrond.